# نماز جمعه
نماز جمعه نمازی است که مسلمانان هر جمعه، اول ظهر و به جای نماز ظهر برگزار می‌کنند. این نماز باید حتماً به صورت جماعت خوانده شود و به تنهایی نمی‌توان آن را اقامه کرد. نماز جمعه در نزد بسیاری از شیعیان واجب تخییری است و حضور در آن در زمان غیبت امام واجب نیست و معنای آن این است که مکلَف در ادای فریضه واجب ظهر جمعه بین خواندن نماز جمعه یا نماز ظهر مخیر است.
نماز جمعه دو رکعت است و دو قنوت مستحب دارد، یکی در رکعت اول، قبل از رکوع و دیگری در رکعت دوم، پس از رکوع. خواندن دو خطبه توسط امام جمعه پیش از نماز واجب است و ترتیب اعمال در نماز جمعه بدین شرح است: تکبیرةالاحرام، حمد و سوره ای بدون سجده واجب، قنوت، رکوع، دو سجده، حمد و سوره توحید، رکوع، قنوت، دو سجده، تشهد و سلام.
خطبه‌های نماز جمعه پس از سرنگونی شاه، به مهم‌ترین عنصر در رسانه‌های جمعی ایران تبدیل شده‌اند که هدف آن‌ها توضیح و مشروعیت‌بخشی به سیاست‌های حکومت اسلامی است.

## پیشینه
تا پیش از آنکه انصار، روز جمعه را جمعه بنامند، این روز «یوم العروبه» نامیده می‌شد. پیامبر اسلام در راه هجرت به یثرب که پس از ورودش «شهر پیامبر» یا «مدینة النبی» نامیده شد، در محله‌ای به نام قبا توقف کرد تا علی بن ابی‌طالب و تعدادی از مسلمانان به او بپیوندند.
پیامبر اسلام که روز دوشنبه وارد محله قبا شده بود، تا روز پنجشنبه با مردم آن قبیله نماز گزارد و همراه آنان، نخستین مسجد اسلام را بنا کرد. سپس روز جمعه، به سوی مدینه حرکت کرد و در وادی «رانوناء» همراه مردم مدینه «نخستین نماز جمعه» را اقامه کرد.
او سپس به قبا بازگشت و همچنان منتظر علی و فاطمه و دیگر پیروانش ماند. از آن پس و تا پایان عمر پیامبر اسلام، نماز جمعه، برنامهٔ هفتگی مسلمانان شد.

### نماز جمعه در شیعه

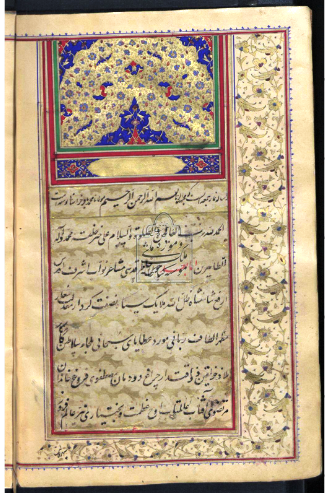
رساله‌ای در نماز جمعه به زبان فارسی تألیف محمدباقر سبزواری، کتابت شده در سده ۱۱ ه‍. ق

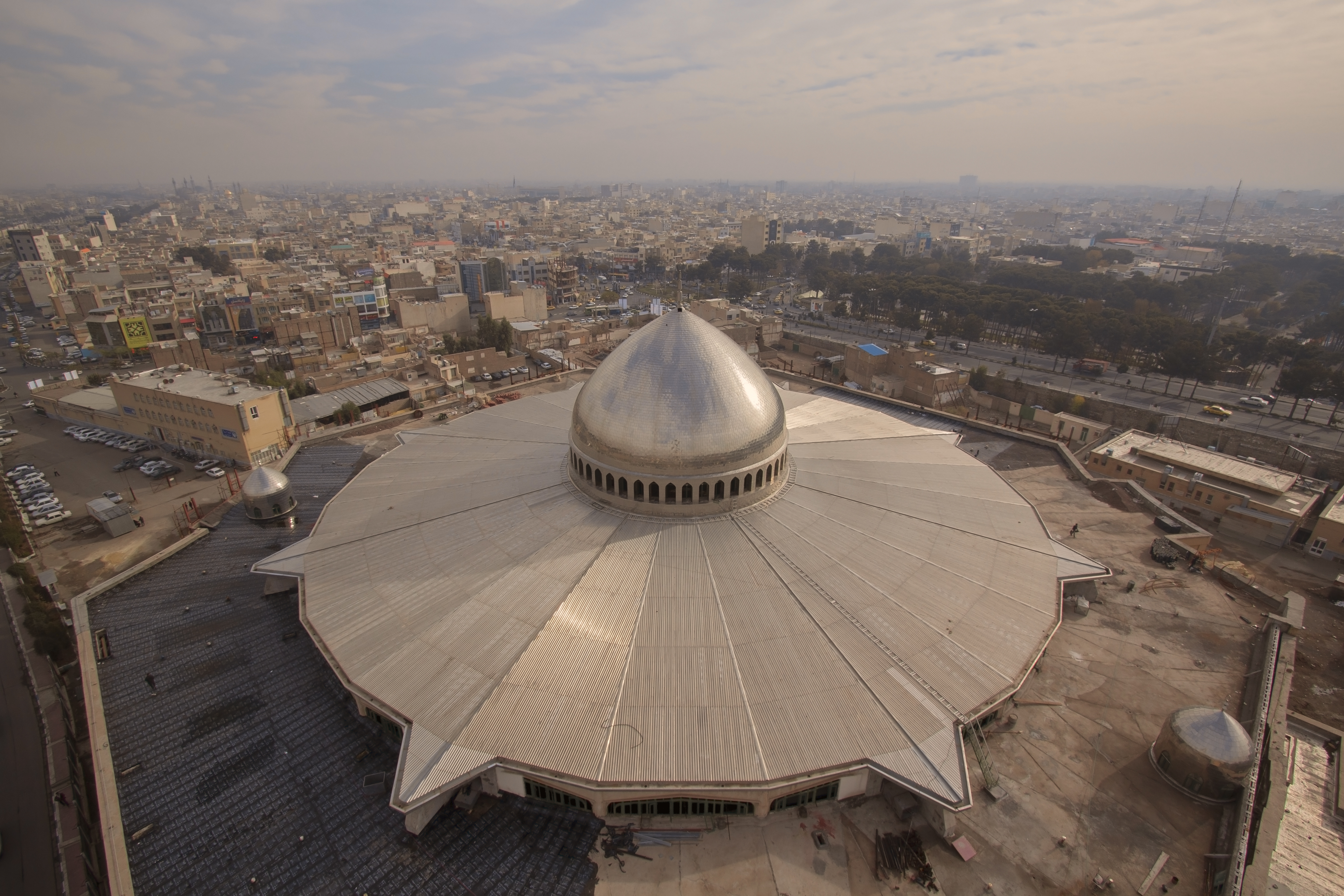
مصلی قدس، محل برگزاری نماز جمعه در شهر قم

نماز جمعه در فقه شیعه از اختصاصات امام معصوم به‌شمار می‌رفت و غیر از او صلاحیت اقامه آن را نداشت. از این رو، نماز جمعه در دوره غیبت امام معصوم اقامه نمی‌شد و متروک قرار گرفت. نماز جمعه در بین فهرستی دیگر از اختصاصات امامان شیعه از جمله: جهاد ابتدایی، تشکیل حکومت و اخذ خراج قرار داشت و اغلب فقهای قدیم شیعی، انجام آن‌ها را در صورت عدم حضور امام معصوم ناروا و غیر مشروع می‌شمردند.
تشکیل حکومت صفوی به عنوان نخستین حکومت شیعی، با انگیزه رقابت هویتی با عثمانیان، زمینه تجدید نظر فقیهان در اختصاصات امام معصوم را فراهم آورد. فقیهان عراق و در رأس آنان شیخ ابراهیم قطیفی به جهت نامشروع دانستن تأسیس حکومت در دوره غیبت امام معصوم و این که این امر و فروع دیگر آن از اختصاصات امام معصوم است از همکاری با شاهان صفوی خودداری کردند. در نقطه مقابل، تعداد زیادی از فقیهان جبل عامل و در رأسشان شیخ علی کرکی با استجابت دعوت صفویان به ایران مهاجرت کردند و زمینه ایجاد شاهنشاهی شیعی را فراهم آوردند. کرکی برای این منظور به تغییر آرای مختلف فقهی که مورد نیاز حکومت صفوی بود، پرداخت. جواز اقامه نماز جمعه یکی از مهم‌ترین نمونه‌های این تغییرات بود.
با این همه نماز جمعه هیچ‌گاه با اقبال جدی در بین شیعیان روبرو نشد. اقامه نماز جمعه در ساختار شاهنشاهی شیعی ایران تا دوره انقلاب اسلامی کم و بیش ادامه یافت، اما بیشتر مراسمی محدود به پایتخت بود که با استقبال فقیهان بزرگ شیعی برخوردار نمی‌شد؛ و اما در خارج از آن و به ویژه در حوزه نجف شاهد اقامه آن تا پیش از سالیان اخیر نیستیم.
برجستگی نماز جمعه در تاریخ شیعه به دوره انقلاب اسلامی ایران بازمی‌گردد. روح‌الله خمینی با احیا و انتشار گسترده آن در همه شهرهای ایران، از آن به عنوان رسانه‌ای فراگیر برای انتشار سلطه دینی – سیاسی ولی فقیه استفاده کرد. از این رو امامان جمعه همگی به‌طور مستقیم یا غیر مستقیم از سوی ولی فقیه منصوب شده و دیدگاه رسمی ولی فقیه را بیان می‌کنند. سنت تقسیم دو خطبه به دینی و سیاسی نیز در این دوره ایجاد شد.
سنت اقامه نماز جمعه در نجف برای نخستین بار توسط سید محمد صادق صدر پدر سید مقتدی صدر در دهه نود سده گذشته رواج یافت. وی از فضای دینی ایجاد شده توسط صدام پس از شکست کویت استفاده کرد تا هویت سیاسی شیعیان عراق را بر مبنای نسخه‌ای از تشیع سیاسی احیا کند. اکنون نماز جمعه در شهر نجف و کربلا با اهمیت بسیار کمتری نسبت به ایران اقامه می‌شود و بار سیاسی آن کم‌رنگ‌تر از نسخه ایرانی بوده و وابسته به شبکه سیاسی واحدی همچون ایران نیست.
با این همه نماز جمعه همچنان جایگاهی حاشیه‌ای در فقه شیعی دارد. اغلب فقیهان بزرگ شیعی و مراجع که دارای شبکه ارتباطی وسیع امامان جمعه نبوده و تنها قادر به انجام فعالیت‌های محدودی در حاشیه جریان کلی ولی فقیه هستند به اقامه آن نمی‌پردازند. با توجه به حضور نیرومند دیدگاه سنتی فقه شیعه در مقابل تشیع سیاسی، مراجع تقلید چه در قم و چه در نجف نه خود وظیفه امامت نماز جمعه را به عهده می‌گیرند و نه در غالب موارد در آن حضور به هم می‌رسانند. البته نمی‌توان نادیده گرفت که به جز سید موسی شبیری زنجانی که در این باره اظهار نظر نکرده و ارجاع به فالاعلم داده‌است مابقی فقهای شیعه اقامهٔ آن را جایز دانسته (بسیاری آن را واجب تخییری می‌دانند) هیچ‌کدام قائل به حرمت آن نشده و حتی برخی عدم اقامه آن در زمان حکومت اسلامی را خلاف احتیاط عنوان کرده‌اند. عبدالله جوادی آملی که از مراجع تقلید امروز شیعه است سال‌ها خود اقامه نماز جمعه قم را بر عهده داشت تا آنکه در هفت آذر ۱۳۸۸ از امامت جمعه قم کناره گرفت.

## چگونگی برگزاری

### پیش‌نیازها
اگر قرار باشد نماز در فضای آزادِ غیرمفروش برگزار شود، معمولاً باید علاوه بر مهر، زیرانداز و کیسه‌ای برای کفش‌ها نیز به همراه داشت. البته در خارج از ایران نمازگزاران نماز جمعه و جماعت تمامی کیف و کفش خود را به درون صفوف نماز نمی‌آورند و معمولاً در خارج از مسجد یا در انتهای مسجد قرار می‌دهند. معمولاً خانم‌ها باید چادر به همراه داشته باشند.

### خطبه‌ها

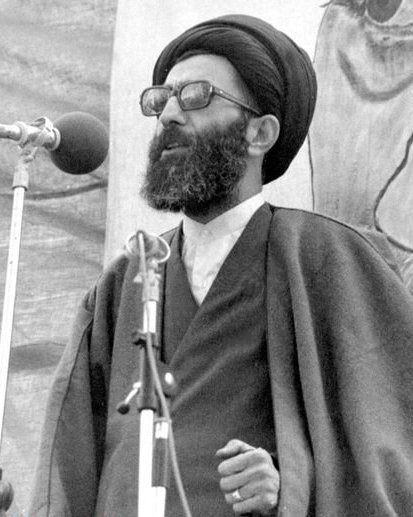
سید علی خامنه‌ای در حال گفتن خطبه‌های نماز جمعه

نمازجمعه با خطبه اول آغاز می‌شود و همهٔ نمازگزاران باید دو خطبه را در حالت آرامش گوش دهند. خواندن دو خطبه توسط خطیب جمعه قبل از نماز واجب است. پس از خطبه‌ها اقامهٔ نماز شروع می‌شود.
از آنجایی که نماز جمعه به جای نماز ظهر(که چهار رکعتی است) خوانده می‌شود، دو خطبهٔ نماز به جای دو رکعت اول نماز ظهر و اقامهٔ نماز دو رکعتی بعد از آن به جای دو رکعت دیگر نماز ظهر در نظر گرفته می‌شود. در بیشتر موارد خطیب و امام جمعه یک نفر هستند.
وقتی که امام جمعه، خطبه‌های نماز جمعه را می‌خواند، بر شرکت‌کنندگان واجب است، به خطبه‌ها گوش دهند، و سخن گفتن به هنگام ایراد خطبه‌ها مکروه است، بلکه اگر به سبب سخن گفتن، نتواند به خطبه‌ها گوش دهد، سکوت لازم است. همچنین هنگام ایراد خطبه‌ها، خواندن نماز مستحبی یا کتاب و روزنامه و انجام دادن کارهایی که مانع گوش دادن به خطبه‌ها است، خلاف است.
اگر کسی به خطبه اول یا هر دو خطبه نرسد، بازهم، شرکت در نماز جمعه فضیلت دارد و جایگزین نماز ظهر می‌شود.
امام جمعه در خطبه نخست به ذکر اندرزهای دینی و اخروی پرداخته و در خطبه دوم به تشریح مناسبتهای داخلی و خارجی از دیدگاه اسلام می‌پردازد. تقسیم دو خطبه به دینی و سیاسی، پس از انقلاب اسلامی ایران ایجاد شده‌است.

### نماز
نماز جمعه دو رکعت است. بعد از نیّت و آغاز نماز و تکبیرةالاحرام (که باید دو دست را تا گوش‌ها بالا آورده و گفته‌شود الله اکبر) دیگر لازم نیست کاری توسّط مأموم انجام شود. امام جماعت سوره جمعه یا سوره‌ای دیگر و سوره را می‌خواند و مأموم باید سکوت کند.
بعد از این‌که حمد و سوره خوانده شد، قنوت گرفته می‌شود. قنوت به این معناست که دو دست را بالا آورده و روبه‌روی صورت می‌گیرند و دعایی می‌خوانند (یا صلوات می‌فرستند).
بعد از این‌که قنوت انجام شد، نوبت رکوع است که همهٔ نمازگزاران خم می‌شوند و دست‌هایشان را بر زانو می‌گذارند و می‌گویند «سُبْحانَ رَبّیَ العَظیمِ وَ بِحَمْدِه» یا «سبحان الله، سبحان الله، سبحان الله».
بعد از رکوع می‌ایستند و سپس دو بار به سجده می‌روند و هربار در سجده، در حالی که پیشانی بر مُهر گذاشته‌شده، می‌گویند «سُبْحانَ رَبِّیَ الاَعلی وَ بِحَمْدِه» یا «سبحان الله، سبحان الله، سبحان الله».
بعد از این‌که سجده‌ها انجام شد، بلند می‌شوند و باز سوره منافقون یا سوره دیگرو سوره توسّط امام جمعه خوانده می‌شود و مأموم‌ها سکوت می‌کنند.
در این مرحله پس از تمام‌شدن حمد و سوره به همراه جماعت، به رکوع می‌روند، سپس قنوت می‌گیرند و بعد از قنوت، برای دو بار به سجده می‌روند.
بعد از دو سجده هم تشهّد و سلام خوانده می‌شود؛ یعنی در حالی که دوزانو نشسته‌اند و دست‌ها روی دو پا قرار دارند، می‌گویند «اشهَدُ اَن لا اِلهَ الا اللهُ وَحدهُ لا شریکَ لَهُ، و اشهدُ انٌ محمداً عبدُهُ وَ رَسُولُهُ، اللّهُمٌ صَلٌ علی محمَدٍ والِ مُحمٌد، السّلامُ عَلَیْکَ اَیُّها النّبیُّ وَ رَحمةُ اللهِ و برکاتُه، السّلامُ علیْنا و عَلَی عِبادِاللهِ الصّالِحین، السّلامُ علیْکُمْ وَ رحمةُ اللهِ و بَرَکاتُه». نماز تمام می‌شود.

## در روایات
در آیات ۹ و ۱۰ سورهٔ جمعه در قرآن چنین آمده‌است:
ای کسانی که ایمان آورده‌اید چون برای نماز جمعه ندا درداده شد به سوی ذکر خدا بشتابید و داد و ستد را واگذارید اگر بدانید این برای شما بهتر است (۹) و چون نماز گزارده شد در [روی] زمین پراکنده گردید و فضل خدا را جویا شوید و خدا را بسیار یاد کنید باشد که شما رستگار گردید (۱۰)
پبامبر اسلام، نماز جمعه را «حج مساکین» دانسته و آن را «موجب آمرزش گناهان» شمرده‌است. آمده‌است که موسی کاظم از روز پنجشنبه خود را آمادهٔ نماز جمعه می‌کرده‌است.
از علی بن ابی‌طالب نقل شده‌است که «چنانچه غذا و دوایی سبب ضعف در شما می‌شود از خوردن آن قبل از نماز جمعه خودداری کنید تا مبادا از شرکت در نماز جمعه محروم شوید.» و «کسانی زودتر به بهشت می‌روند که زودتر در نماز جمعه حاضر شوند.» جعفر صادق می‌گوید: «یاران پیامبر، از روز پنجشنبه برای جمعه آماده می‌شدند چرا که جمعه (به خاطر کارهایی که دارد) وقت تنگ است.»
سید محمد جواد غروی نماز جمعه را بر اساس آیات سوره جمعه واجب عینی می‌داند
و برای اثبات این مدعا در کتاب نماز جمعه یا قیام توحیدی هفته توضیح مفصل داده‌است
همچنین سید طیب جزایری در رساله اجتهاد خود با نام اللمعه الساطعه فی التحقیق الصلاه الجمعه، مجموعه دلایلی را در خصوص نماز جمعه و کم و کیف آن ارائه کرده‌است. این کتاب در سال ۱۳۷۴ هجری قمری، در شهر نجف به چاپ رسیده‌است.

## برخی احکام
این نماز باید حتماً به صورت جماعت خوانده شود و به تنهایی نمی‌توان آن را خواند. حداقل تعداد افراد، برای برپایی نماز جمعه، پنج نفر می‌باشد، یعنی یک نفر امام، و چهار مأموم.

تمام شرایطی که در نماز جماعت باید رعایت شود، در نماز جمعه هم معتبر است.

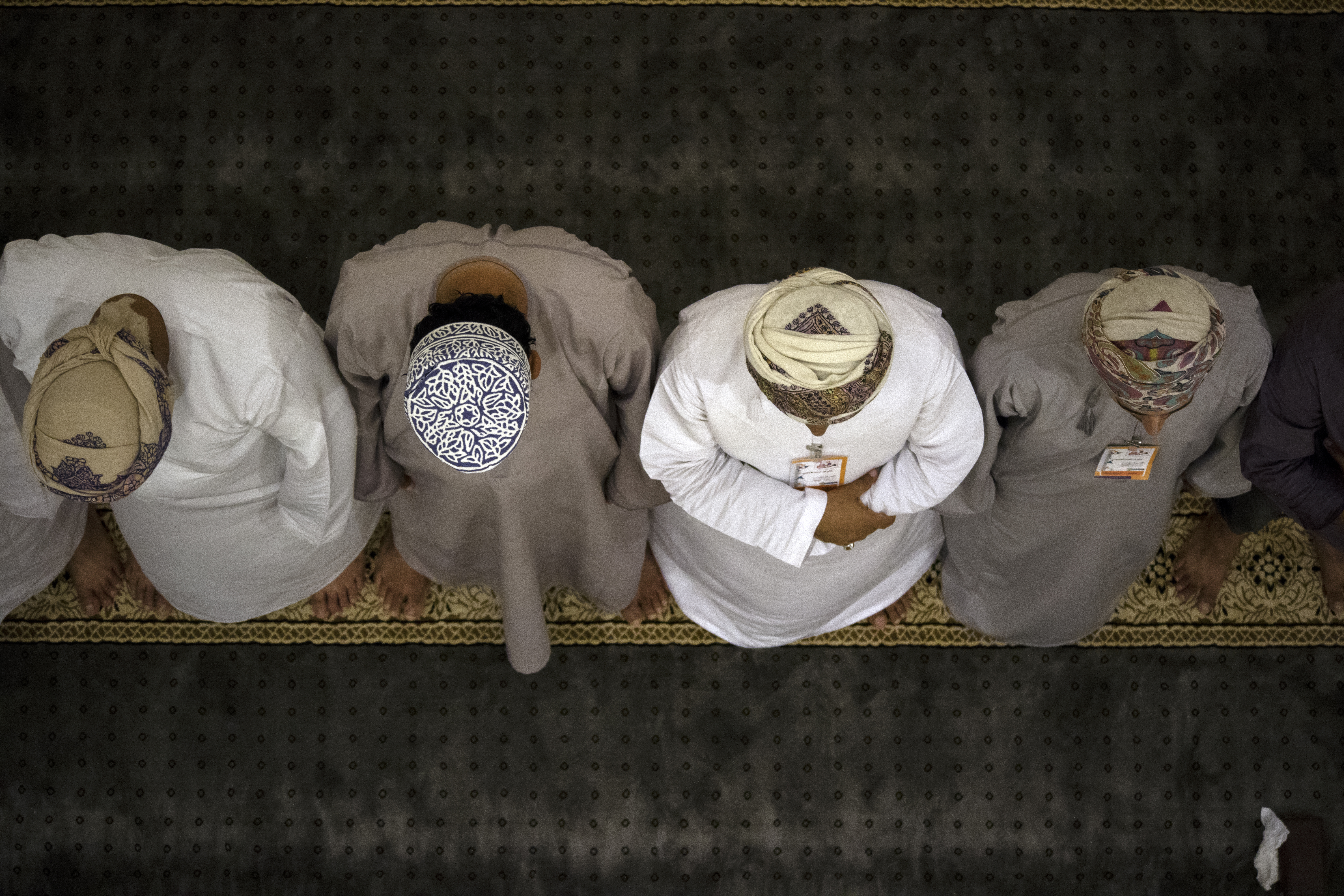
برگزاری نماز جمعه شیعه و سنی در یک صف در کشور عمان، شهر مسقط

در نماز جمعهٔ اهل تشیع، نمی‌توان نماز جمعهٔ دوم را در محدودهٔ نماز جمعه‌ای که خوانده می‌شود، بجا آورد. دلیل آن این است که نماز جمعه باشکوه برگزار شود و اگر قرار باشد در یک شهر یا در یک محله چندین نماز جمعه برگزار شود تفرقه و پراکندگی صورت گرفته و زمینهٔ وحدت و عظمت مسلمین از بین می‌رود. بین دو نماز جمعه، حداقل باید یک فرسخ فاصله باشد در غیر این صورت نماز جمعه‌ای که دیرتر شروع شده باطل است.
ولی در نماز جمعهٔ اهل تسنن، نماز جمعه در هر شهر می‌تواند در هر مسجدی برگزار شود و هر شخص مورد تأیید یک مسجد، می‌تواند امام جمعهٔ آن مسجد شود. اهل تسنن نماز جمعه را واجب می‌دانند ولی بیشتر مراجع شیعه آن را در زمان غیبت امام، مستحب می‌دانند. سید محمد جواد غروی نماز جمعه را واجب عینی می‌داند یعنی به جای نماز ظهر روز جمعه حتماً باید نماز جمعه اقامه شود؛ و این حکم صریح خداوند است در سوره جمعه و نیز سنت قطعیه. نماز عیدین (فطر و قربان) را هم جزو نمازهای واجب می‌شمرد.
در نماز جمعه مستحب است در رکعت اول پس از سورهٔ حمد، سورهٔ «جمعه» و در رکعت دوم پس از سورهٔ حمد، سورهٔ «منافقون» خوانده شود.

### امام جمعه

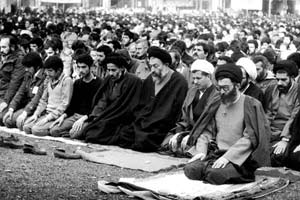

امام جمعه، شخصی است که امامت نماز جمعه را به عهده دارد. معمولاً خطیب و امام جمعه یک نفر هستند. وبه کسی که در صف اول نماز جماعت می‌ایستد وقبل از نماز خطبه می‌خواند را امام جماعت می‌گویند.

## سیاست‌گذاری نماز جمعه
شبکه امامان جمعه همانند نظام وکلا به صورت سلسله مراتبی عمل می‌کند. مناطق مختلف کشور در این نظام سلسله مراتبی به چند منطقه اصلی تقسیم شده و در مرکز هر منطقه، یک شخصیت بارز به عنوان امام جمعه درجه یک منصوب می‌شود. سپس ائمه جمعه شهرهای دیگر تعیین شده و زیر نظر او قرار می‌گیرند. به علاوه، شورای سیاست‌گذاری ائمه جمعه که زیر نظر مستقیم ولی فقیه است، وظیفه هماهنگی رسمی بین امامان جمعه در سرتاسر کشور را برقرار می‌کند. به این ترتیب، آزادی عمل امامان جمعه تا حد بسیار زیادی محدود شده و خطبه نماز آن‌ها یکسان‌سازی شده و پیامی واحد از سوی آنان در مناسبات مختلف به مردم ابلاغ می‌شود. این نظام تا حد زیادی شبیه شیوه جاری در عموم کشورهای سنی مذهب است که خطبه‌های امامان جمعه توسط وزارت اوقاف به آنان ابلاغ شده و آنان خطبه‌ها را در روز جمعه قرائت می‌کنند.

## نماز جمعه در ایران
نماز جمعه در ایران در شهرهای تهران، اصفهان، قم و مشهد برجستگی ویژه دارد و در بیشتر مراکز استان و شهرستان‌های ایران، ستاد برای برگزاری آن برپاست که معمولاً مکان آن، همان مسجد جامع یا مصلای شهر است. 

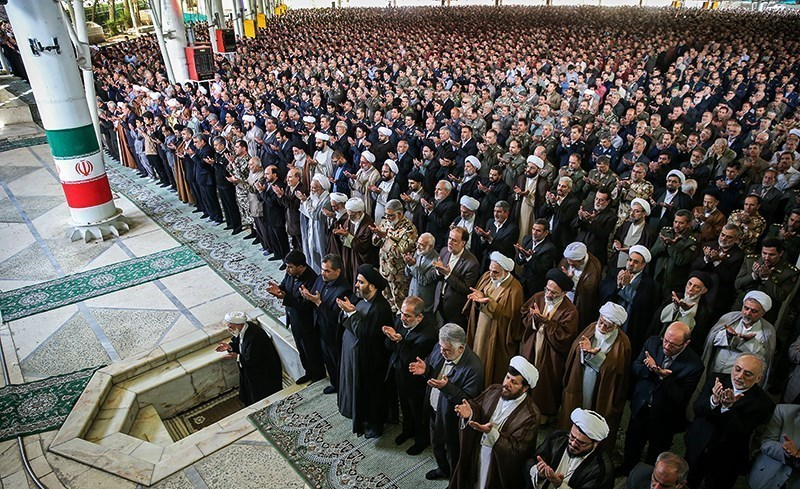
نماز جمعه ۲۸ فروردین ۱۳۹۵ تهران که احمد جنتی اقامه کننده آن بود. در صف اول، مقام‌داران ایرانی دیده می‌شوند.

### پیشینه
این نماز که جمع هفتگی مسلمانان یک شهر به‌شمار می‌رود، در تاریخ اسلامی ایران اهمیت داشته‌است. گه‌گاه محل سخنرانی بالاترین مقام کشور می‌شده و سخنگاه برنامه‌ها و سیاست‌های دولت بوده. محمد خوارزمشاه در ۲۴ آوریل ۱۲۲۰ م در خطبهٔ نماز جمعه در نیشابور بیان داشت که «کارِ این مغولان بلایی آسمانی است، هرکس چارهٔ خویش کند و برود یا تسلیم شود.» 

از دورهٔ شاه اسماعیل اول صفوی، اقامه نماز جمعه به‌تدریج در جامعهٔ شیعی‌مذهب ایران همچو یک سخنگاه رسمی گسترش یافت. روحانیان به‌ویژه محقق کرکی از تلاشگران در این حوزه نام برده شده‌اند که او نخستین نماز جمعهٔ رسمی و پذیرفته شده نزد اغلب فقها، در مسجد جامع عتیق اصفهان برپا کرد.
سید محمدتقی غضنفری به عنوان بنیان‌گذار نماز جمعه در دوره معاصر از حدود سال ۱۳۱۴ تا ۱۳۵۰ شمسی نماز جمعه را اقامه داشته‌است. بعد از درگذشت وی فرزندانش سید محمدمهدی غضنفری خوانساری و سید محمد هاشم غضنفری خوانساری نماز جمعه را اقامه می‌نمودند.
سید محمدتقی خوانساری نیز در حوالی سال ۱۳۱۸ شمسی و بعد از تجربه اقامه نماز جمعه در خوانسار و واکنش علما و مردم نسبت به اقامه آن، نماز جمعه را در شهر قم اقامه می‌نمود.
سید عبدالحسین موسوی دزفولی، از اولین کسانی بود که در لار و همچنین در جهرم نماز جمعه اقامه نموده‌است، سید عبدالحسین دزفولی در مسجد امام حسین جهرم، اولین نماز جمعه آن شهر را اقامه کرد.
در تهران نیز از زمان حکومت قاجار تا پایان حکومت پهلوی خاندان حسینی خاتون آبادی اصفهانی نماز جمعه را اقامه می‌نمودند.
در اصفهان نیز رحیم ارباب چرمهینی، نماز جمعه را برپا می‌کرده‌است. او نماز جمعه را در منزل اقامه می‌نمود. تا این که در سال ۱۳۱۴ شمسی به درخواست سید محمد جواد غروی نماز جمعه در منزل او اقامه شد.
پس از انقلاب ۱۳۵۷ ایران، برگزاری نمازهای جمعه شکوفا شد و ستادها و نهادهای موظّف به «باشکوه» کردن آن شدند. اهمیت این مراسم در سخنان هر دو رهبر جمهوری اسلامی ایران، بیان شده‌است. روز ۵ مرداد ۱۳۵۸/ ۲۷ جولای ۱۹۷۹ روزی می‌دانند که نخستین «نماز جمعهٔ رسمی تهران پس از برپایی جمهوری اسلامی» می‌دانند که امام آن سید محمود طالقانی و مکان آن دانشگاه تهران بود.

#### نخستین نماز جمعه بعد از انقلاب

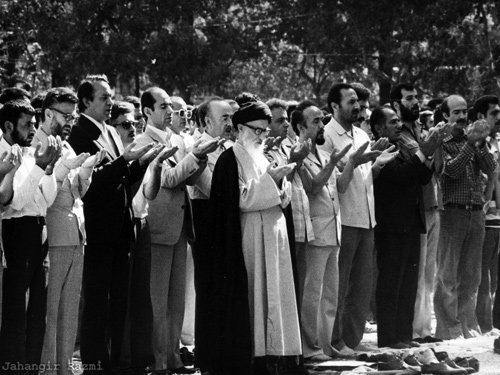
قطب زاده (نفر سوم از سمت چپ) در نخستین نماز جمعه به امامت سید محمود طالقانی در ۵ مرداد ۱۳۵۸ چند روز پیش از فوت وی. دیگر شرکت کنندگان: ابراهیم یزدی، هاشم صباغیان، احمد صدر حاج سید جوادی

نخستین نماز جمعه بعد از انقلاب اسلامی در ۵ مرداد ۱۳۵۸ به امامت محمد صادقی تهرانی در دانشگاه تهران و شریف و متعاقباً سید محمود طالقانی برگزار شد.
مکان برگزاری نخستین نماز جمعه در بعد از جمهوری اسلامی ایران در زمین فوتبال، دانشگاه تهران برگزار شد و از آن پس این مفهوم مکان در معماری به مکان دائمی برگزاری نماز جمعه و همچنین نماز عید فطر تبدیل شد.

## تأسیس نماز جمعه در دوره معاصر

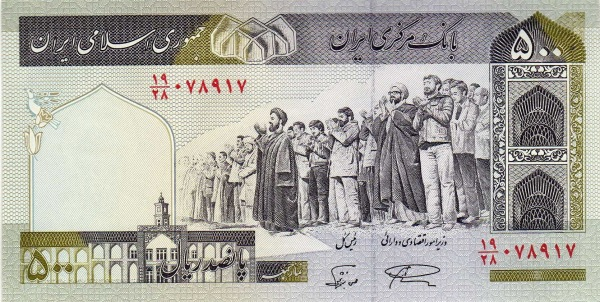
نماز جمعه در اسکناس پانصد ریالی

سید محمدتقی غضنفری خوانساری به عنوان مؤسس و بنیان‌گذار نماز جمعه در دوره معاصر از حدود سال ۱۳۱۴ تا ۱۳۵۰ شمسی نماز جمعه را اقامه داشته‌است. بعد از درگذشت وی فرزندانش سید محمدمهدی غضنفری خوانساری و سید محمد هاشم غضنفری خوانساری نماز جمعه را اقامه می‌نمودند.
سید محمدتقی خوانساری نیز در حوالی سال ۱۳۱۸ شمسی و بعد از تجربه اقامه نماز جمعه در خوانسار و واکنش برخی فقها و مراجع نسبت به اقامه آن در زمان غیبت، نماز جمعه را در شهر قم اقامه می‌نمود.
در تهران و اصفهان نیز از زمان حکومت قاجار تا پایان حکومت پهلوی خاندان حسینی خاتون آبادی اصفهانی نماز جمعه را اقامه می‌نمودند.

## شماری از حوادث نمازهای جمعه
- ترور میر اسدالله مدنی
- سوء قصد به اکبر هاشمی رفسنجانی
- بمب‌گذاری نمازجمعه تهران ۱۳۶۳
- ضرب و شتم وزیران عطاءالله مهاجرانی و عبدالله نوری
- خطبه خون
- راهپیمایی روز قدس در ایران (۱۳۸۸)
- ۱۸ آبان ۶۹ خطبه تجمل